# Samir Jabrayilov
Samir Cəbrayılov (Tsjerkasy, 7 september 1994) is een Azerbeidzjaans voormalig wielrenner die bij de elite eenmaal nationaal kampioen werd op de weg en eenmaal in de tijdrit.

## Overwinningen
2013
 Azerbeidzjaans kampioen op de weg, Elite
5e etappe Jelajah Malaysia
2015
 Azerbeidzjaans kampioen tijdrijden, Beloften
 Azerbeidzjaans kampioen op de weg, Beloften
2016
Jongerenklassement Ronde van Oekraïne
 Azerbeidzjaans kampioen tijdrijden, Beloften
 Azerbeidzjaans kampioen op de weg, Beloften
2023
Bergklassement Aziz Shusha
 Azerbeidzjaans kampioen tijdrijden, Elite

## Ploegen
- 2013 –  Synergy Baku Cycling Project
- 2014 –  Synergy Baku Cycling Project
- 2015 –  Synergy Baku Cycling Project
- 2016 –  Synergy Baku Cycling Project
- 2017 –  Synergy Baku Cycling Project
- 2018 –  Synergy Baku Cycling Project
- 2019 –  Minsk Cycling Club (vanaf 4 april)

Cəbrayılov · Clarke · Craven · Ebsen · Huseby · İsgəndərov · İsmayılov · Əsədov · Lane · Manan · McConvey · Mustafayev · Nağıyev · Pozdnijakov · Rogers · Schweizer · Soeroetkovytsj · Hüseynzadə (stagiair)
Asanov · Averin · Brammeier · Cəbrayılov · Davison · Eibegger · İlyasov · İsgəndərov · İsmayılov · Ələkbərov · Əsədov · Klemme · Lane · Lavery · McConvey · C. Schweizer · M. Schweizer · Sokol · Soeroetkovytsj · Walker
Asanov · Averin · Jabrayilov · Eibegger · Ilyasov · Isgenderov · İsmayılov · Əlizadə · Asadov · Mugerli · Pliușchin · Soeroetkovytsj · Tamouridis · van Winden
Asanov · Averin · Cəbrayılov · İlyasov · Əlizadə · Əsədov · Kvasina · Qəhrəmanlı · Məmmədov · Mugerli · Pozdnijakov · Rumac · Soeroetkovytsj · Tamouridis
Asanov · Averin · Cəbrayılov · İlyasov · Əlizadə · Əsədov · Məmmədov · Mikayılzadə · Pozdnjakov · Qəhrəmanlı · Rumac
Asanov · Cəbrayılov · Əlizadə · Əsədov · Mikayılzadə · Polivoda · Pozdnjakov · Qəhrəmanlı · Rumac · Səfərli · Şirəliyev · Vəliyev